# Marcos Siega
Marcos Siega (New York, 8 giugno 1969) è un regista e produttore televisivo statunitense, che lavora per il cinema, televisione, pubblicità e per i videoclip musicali. Inoltre ha lavorato come musicista.

## Biografia
Nato a New York City, inizia la sua attività nel mondo dello spettacolo come musicista, come uno dei fondatori di band punk rock chiamata Bad Trip, con il quale ha pubblicato due album e svariati EP. In seguito diventa regista di videoclip musicali, lavorando per gruppi come Weezer, System of a Down, P.O.D., Papa Roach, Blink-182 e molti altri. Nel 2000 per il video di All the Small Things dei Blink-182 ha ottenuto tre candidature agli MTV Video Music Awards e una candidatura ai Grammy Awards per il video dei Papa Roach Broken Home.
Dopo il cortometraggio del 1999 Stung, debutta alla regia cinematografica nel 2005 con la commedia d'azione Detective a due ruote, nello stesso anno dirige il film Pretty Persuasion. Nel 2008 dirige Ryan Reynolds in Chaos Theory. Ma Siega è attivo più che altro in campo televisivo, dove ha diretto episodi di numerose serie televisive; Veronica Mars, True Blood, Cold Case - Delitti irrisolti, Dexter e The Vampire Diaries, di quest'ultima è anche coproduttore esecutivo.

## Filmografia

### Regista

#### Cinema
- Stung (1999) - Cortometraggio
- Detective a due ruote (Underclassman) (2005)
- Pretty Persuasion (2005)
- Chaos Theory (2008)

#### Televisione
- Veronica Mars – serie TV, episodi 1x09-1x14-1x21 (2004-2005)
- Cold Case - Delitti irrisolti (Cold Case) – serie TV, 4 episodi (2005-2009)
- Shark - Giustizia a tutti i costi (Shark) – serie TV, episodi 1x16-2x03-2x09 (2007-2009)
- The Nine – serie TV, episodio 1x13 (2007)
- Traveler – serie TV, episodio 1x03 (2007)
- Dexter – serie TV, 9 episodi (2007-2009)
- True Blood – serie TV, episodio 1x07 (2008)
- The Vampire Diaries – serie TV, 10 episodi (2009-2011)
- Outlaw – serie TV, episodi 1x04-1x08 (2010)
- Charlie's Angels – serie TV, episodi 1x01-1x04-1x05 (2011)
- Damages – serie TV, episodio 5x04 (2012)
- The Following – serie TV, 13 episodi (2013-2015)
- Tyrant – serie TV, episodio 1x07 (2014)
- Blindspot – serie TV, 4 episodi (2015-2016)
- Time After Time – serie TV, 5 episodi (2017)
- You – serie TV, 8 episodi (2018-2025)
- God Friended Me – serie TV, 14 episodi (2018-2020)
- Batwoman – serie TV, episodi 1x01-1x02 (2019)
- The Passage – serie TV, episodio 1x01 (2019)
- L'assistente di volo - The Flight Attendant (The Flight Attendant) – serie TV, episodi 1x07-1x08 (2020)
- Dexter: New Blood – miniserie TV, 6 puntate (2021-2022)
- Bad Monkey – serie TV, episodi 1x01-1x04-1x05 (2024)
- The Waterfront – serie TV, episodi 1x01-1x02 (2025)
- Dexter: Resurrection – serie TV, 6 episodi (2025)

### Produttore esecutivo
- The Vampire Diaries – serie TV, 27 episodi (2009-2011)
- Outlaw – serie TV, 7 episodi (2010)
- Charlie's Angels – serie TV, 8 episodi (2011)
- The Following – serie TV, 45 episodi (2013-2015)
- Blindspot – serie TV, 14 episodi (2015-2016)
- Time After Time – serie TV, 8 episodi (2017)
- You – serie TV, 19 episodi (2018-2025)
- God Friended Me – serie TV, 40 episodi (2018-2020)
- Batwoman – serie TV, episodio 1x01 (2019)
- The Passage – serie TV, episodio 1x01 (2019)
- Dexter: New Blood – miniserie TV, 10 puntate (2021-2022)
- Bad Monkey – serie TV, 10 episodi (2024)
- The Girls on the Bus – serie TV, 10 episodi (2024)
- The Waterfront – serie TV, 8 episodi (2025)
- Dexter: Resurrection – serie TV, 10 episodi (2025)